# Föderale Agentur für technische Regulierung und Metrologie
Die Föderale Agentur für technische Regulierung und Metrologie (russisch Федеральное агентство по техническому регулированию и метрологии, kurz: Росстандарт, trans. Rosstandart) ist die nationale Normungsorganisation der Russischen Föderation. Bis 2004 hieß die Behörde Gosstandart.
Im Jahre 2004 wurde Gosstandart in das russische Bundesministerium für Industrie und Energie integriert und in Föderale Agentur für technische Regulierung und Metrologie (kurz Rostechregulirowanije) umbenannt. Seit Juni 2010 wird der Kurzname Rosstandart verwendet. Der Name weist auf die neue Rolle des Amtes und das Bemühen der russischen Regierung hin, Handelshemmnisse zu verringern und die russische Wirtschaft mehr am internationalen Markt auszurichten.
Rosstandart arbeitete kürzlich mit Vertretern aus dem öffentlichen und privaten Bereich zusammen um eine nationale Strategie über Standards für die Russische Föderation zu entwickeln, bekannt als TR Deklaration. Dieses Dokument stellt einen Rahmen für die Weiterentwicklung des Systems basierend auf freiwilligen Konsensstandards bereit. Da sich dieses System in Russland noch im Anfangsstadium befindet, fährt Rosstandard mit der Unterstützung und Finanzierung der Entwicklung von GOST-R-Standards fort.
Neben der Verwaltung der GOST-R-Zertifizierung und anderen Aufgaben vertritt das Amt die Russische Föderation in regionalen und internationalen Normungsgremien (wie ISO, IEC und EASC).